# 徐加爱
徐加爱（1966年9月—），男，汉族，湖南衡阳人。1990年7月参加工作，1995年9月加入中国共产党。安徽财贸学院毕业，中央党校研究生学历。中共第十九届中央纪委委员。

## 生平
1986年9月，在安徽财贸学院会计学系商业会计专业学习。1990年7月毕业后，历任商业部《商业会计》编辑部编辑；国内贸易部财会司财务一处主任科员、副处长；华商储备商品管理中心副处长、处长；国家国内贸易局消费品流通司综合处调研员；国家经贸委贸易市场局运行调控处处长。2003年7月，进入新成立的商务部工作，历任市场运行调节司市场调控处处长、副司长；财务司副司长、司长。
2010年11月，任中共金华市委副书记，市政府副市长、代市长；次年4月正式当选为市长。2013年3月，当选第十二届全国人民代表大会浙江地区代表。同年7月，任中共金华市委书记。2016年1月，调任浙江省公安厅党委书记、厅长兼督察长，省委政法委副书记。2016年10月，任中共浙江省委常委。2017年7月，兼任省委政法委书记。
2017年9月，转任中共中央纪委驻中国人民银行纪检组组长、中国人民银行党委委员。
2022年7月，出任应急管理部党委委员。同年8月，任应急管理部副部长。